# カル・ペン
カル・ペン （Kal Penn、本名：Kalpen Suresh Modi、1977年4月23日 - ）は、アメリカ合衆国のインド系俳優。

## 略歴
ニュージャージー州モントクレア出身。カリフォルニア大学ロサンゼルス校で学ぶ。
2009年からは俳優業を休止し、オバマ政権の職員としてホワイトハウス広報部アソシエイト・ディレクターを務めたが、2011年7月末で退職し俳優業に復帰した。

### 私生活
2021年11月出版の回想録「You Can't Be Serious」で、ワシントン在住中に出会った男性と11年間交際しており、婚約したことを明かした。

## 著書
- You Can't Be Serious（2021年）ISBN 9781982171384

## 主な出演作品

### 映画
- Harold & Kumar Go to White Castle (2004)
- マスク2 Son of the Mask (2005)
- 最後に恋に勝つルール A Lot Like Love (2005)
- スーパーマン リターンズ Superman Returns (2006)
- その名にちなんで The Namesake (2006)
- 鉄板英雄伝説 Epic Movie (2007)
- Harold & Kumar Escape from Guantanamo Bay (2008)
- A Very Harold & Kumar 3D Christmas (2011)
- Triumph: The Lowell Pomerantz Story (2013)
- Bhopal: A Prayer for Rain (2013)
- Dementamania (2013)
- The Sisterhood of Night (2014)
- スクリーム・ガールズ〜最後の絶叫〜 The Girl in the Photographs (2015)
- ふたりのトランジット The Layover (2017)
- Smile スマイル Smile (2022)

### テレビ
- 24 -TWENTY FOUR- 24 (2007)
- Dr. HOUSE HOUSE M.D. (2007-2009)
- ママと恋に落ちるまで How I Met Your Mother (2011)
- We Are Men (2013)
- バトル・クリーク 格差警察署 Battle Creek (2015)
- サバイバー: 宿命の大統領 Designated Survivor（2016-）
- ビッグバン★セオリー/ギークなボクらの恋愛法則 The Big Bang Theory（2019）